# 趙平格
趙平格（？—？），河南祥符人，清朝政治人物。举人出身。
康熙二十二年，擔任廣東廣州府永安縣知縣（現紫金縣知縣）。后由張進篆接任。